# Reggina Calcio 2010-2011
Questa voce raccoglie le informazioni riguardanti la Reggina nelle competizioni ufficiali della stagione 2010-2011.

## Stagione
Per la stagione 2010-2011 il nuovo allenatore della squadra amaranto è Gianluca Atzori, suo vice è Andrea Bergamo. A capo dell'area tecnica il presidente Lillo Foti ha scelto un ex difensore e capitano della squadra calabrese: Simone Giacchetta.
Il ritiro precampionato della squadra ha avuto luogo a Saint-Christophe in Valle d'Aosta, dal 14 al 31 luglio. Nei giorni precedenti la squadra si è riunita presso il Centro Sportivo Sant'Agata. La seconda parte del ritiro si è svolta a Montepulciano dal 3 al 12 agosto.
Gli abbonati furono 3407.
La Reggina esordisce in Coppa Italia sconfiggendo l'Alessandria e approdando quindi al terzo turno.
In campionato inizia con un pareggio, una vittoria e due sconfitte. Dalla quinta giornata la Reggina inanella una serie positiva di risultati utili, che le permette di raggiungere la terza posizione solitaria in classifica dopo un quarto del campionato.
Nel frattempo la squadra sconfigge in trasferta il Frosinone in Coppa Italia, approdando pertanto al quarto turno eliminatorio (gara in trasferta contro la Fiorentina). In campionato, dopo la sconfitta a Livorno (12ª giornata), la Reggina viene raggiunta al terzo posto dall'Atalanta; quattro giornate dopo, in seguito alla sconfitta contro la capolista Novara, la Reggina slitta al quarto posto solitario con 28 punti. Al termine del girone d'andata la Reggina chiude al settimo posto in classifica.
Nel corso del girone di ritorno la squadra riesce a mantenersi costantemente tra il quarto e il sesto posto in classifica; con una giornata di anticipo riesce a centrare matematicamente il piazzamento nei play-off, validi per la promozione in Serie A. Al termine del campionato la Reggina si piazza al 6º posto, acquisendo il diritto di affrontare il Novara nelle semifinali play-off. In virtù di due pareggi nella semifinale (0-0; 2-2) la Reggina è stata eliminata dal Novara, che ha potuto affrontare il Padova nella finale promozione.

## Divise e sponsor
| Casa | Trasferta | Terza divisa |

Lo sponsor tecnico, così come nella stagione precedente, è l'azienda Onze. Sulle maglie appare lo slogan della stagione "Amaranto si nasce"; lo sponsor "Stocco&Stocco" appare in dimensioni ridotte, sull'angolo sinistro della maglia. A partire dalla sesta giornata (Atalanta-Reggina del 25 settembre 2010) lo sponsor principale è la Provincia di Reggio Calabria; sponsor secondario è sempre Stocco&Stocco. Nel corso della stagione si alterneranno diversi sponsor: "La Fabbrica dello Sport", l'impresa reggina "Canale", "Mobilya Design", "Progetto 5", "Zappalà", "Goalsbet Italia".
In Coppa Italia lo sponsor è l'azienda "Progetto 5" per le prime due gare. In occasione della sfida contro la Fiorentina lo sponsor è il centro commerciale di Siderno "La Gru".

## Organigramma societario
Organigramma societario
- Presidente: Pasquale Foti
- Vice presidente: Giovanni Remo
- Responsabile Area Tecnica: Simone Giacchetta
- Capo osservatori: Franco Gagliardi
- Coordinatore tecnico settore giovanile: Gabriele Geretto
- Responsabile dell'attività di base: Salvatore Laiacona

Staff tecnico-sanitario
- Allenatore: Gianluca Atzori
- Vice allenatore: Andrea Bergamo
- Collaboratore tecnico: Francesco Cozza
- Preparatore dei Portieri: Andrea Sardini
- Preparatore Atletico: Carlo Simionato
- Medico sociale: Pasquale Favasuli
- Massofisioterapisti: Antonio Costa, Antonino Pezzimenti
- Magazziniere: Domenico Nocera

## Rosa
| N. |                     | Ruolo | Calciatore         |
| -- | ------------------- | ----- | ------------------ |
| 1  | Italia (bandiera)   | P     | Christian Puggioni |
| 2  | Nigeria (bandiera)  | D     | Daniel Adejo       |
| 3  | Italia (bandiera)   | D     | Andrea Costa       |
| 4  | Italia (bandiera)   | D     | Antonio Giosa      |
| 5  | Italia (bandiera)   | D     | Lorenzo Burzigotti |
| 7  | Italia (bandiera)   | C     | Vincenzo Sarno     |
| 8  | Paraguay (bandiera) | C     | José Montiel       |
| 10 | Italia (bandiera)   | C     | Domenico Danti     |
| 11 | Italia (bandiera)   | A     | Francesco Zizzari  |
| 12 | Ungheria (bandiera) | P     | Ádám Kovácsik      |
| 13 | Italia (bandiera)   | D     | Francesco Cosenza  |
| 15 | Italia (bandiera)   | D     | Francesco Acerbi   |
| 17 | Italia (bandiera)   | C     | Antonino Barillà   |
| 18 | Italia (bandiera)   | C     | Giuseppe Rizzo     |
| 19 | Italia (bandiera)   | C     | Giacomo Tedesco    |

| N. |                    | Ruolo | Calciatore                    |
| -- | ------------------ | ----- | ----------------------------- |
| 20 | Italia (bandiera)  | D     | Giovanni Di Lorenzo           |
| 21 | Italia (bandiera)  | C     | Nicolas Viola                 |
| 23 | Italia (bandiera)  | C     | Jacopo Dall'Oglio             |
| 23 | Italia (bandiera)  | A     | Alessio Viola                 |
| 27 | Italia (bandiera)  | P     | Giancarlo Petrocco            |
| 29 | Italia (bandiera)  | D     | Simone Rizzato                |
| 31 | Italia (bandiera)  | C     | Ivan Castiglia                |
| 32 | Italia (bandiera)  | D     | Riccardo Colombo              |
| 45 | Brasile (bandiera) | A     | Louzada Adriano               |
| 46 | Italia (bandiera)  | C     | Mattia Maita                  |
| 52 | Italia (bandiera)  | C     | Alessandro Bernardi           |
| 55 | Italia (bandiera)  | C     | Francesco De Rose             |
| 61 | Italia (bandiera)  | A     | Emiliano Bonazzoli (capitano) |
| 87 | Italia (bandiera)  | A     | Alessio Campagnacci           |
| 89 | Italia (bandiera)  | C     | Lorenzo Laverone              |

## Calciomercato

### Sessione estiva(dall'1/7 all'31/8)
| Acquisti | Acquisti            | Acquisti       | Acquisti                         |
| R.       | Nome                | da             | Modalità                         |
| -------- | ------------------- | -------------- | -------------------------------- |
| C        | Riccardo Colombo    | Torino         | definitivo                       |
| D        | Lorenzo Burzigotti  | Foggia         | definitivo                       |
| C        | Ivan Castiglia      | Cittadella     | definitivo                       |
| C        | Francesco Cosenza   | Ancona         | definitivo                       |
| D        | Nikolas Kras        | Lucchese       | definitivo                       |
| D        | Lorenzo Laverone    | -              | svincolato                       |
| C        | José Montiel        | Udinese        | definitivo                       |
| D        | Roberto Romeo       | Cassino        | definitivo                       |
| P        | Giuseppe Saraò      | Paganese       | definitivo                       |
| A        | Ousmane Sy          | Fidelis Andria | definitivo                       |
| D        | Giuseppe Toscano    | Lucchese       | definitivo                       |
| D        | Dani Verruschi      | Giulianova     | definitivo                       |
| D        | Francesco Acerbi    | Pavia          | comproprietà                     |
| A        | Francesco Zizzari   | Pescara        | comproprietà                     |
| A        | Dominic Adiyiah     | Milan          | prestito                         |
| A        | Domenico Danti      | Siena          | prestito                         |
| A        | Alessio Campagnacci | Giulianova     | prestito con diritto di riscatto |
| D        | Antonio Giosa       | L.R. Vicenza   | definitivo                       |
| D        | Pablo Álvarez       | Wisła Cracovia | fine prestito                    |
| C        | Emil Hallfreðsson   | Barnsley       | fine prestito                    |
| A        | Joelson             | Grosseto       | fine prestito                    |
| A        | Alessio Viola       | Monza          | fine prestito                    |
| P        | Christian Puggioni  | Piacenza       | fine prestito                    |
| A        | Pietro Iannazzo     | Monopoli       | fine prestito                    |
| A        | Josias Basso        | Ravenna        | fine prestito                    |
| D        | Antonio Rizzo       | Ravenna        | fine prestito                    |
| D        | Tommaso Squillace   | Ravenna        | fine prestito                    |
| A        | Christian Stuani    | Albacete       | fine prestito                    |
| C        | Lóránd Szatmári     | Pescara        | fine prestito                    |
| D        | Kris Thackray       | Ancona         | fine prestito                    |
| C        | Sergio Volpi        | Atalanta       | fine prestito                    |
| A        | Antonio Lamenza     | Legnano        | fine prestito                    |

| Cessioni | Cessioni               | Cessioni       | Cessioni                                      |                         |
| R.       | Nome                   | a              | Modalità                                      |                         |
| -------- | ---------------------- | -------------- | --------------------------------------------- | ----------------------- |
| A        | Franco Brienza         | Siena          | definitivo                                    |                         |
| A        | Daniele Cacia          | Lecce          | fine prestito                                 |                         |
| P        | Vincenzo Fiorillo      | Sampdoria      | fine prestito                                 |                         |
| A        | Fabio Ceravolo         | Atalanta       | comproprietà rinnovata                        |                         |
| D        | Gaetano Ungaro         | Cosenza        | comproprietà rinnovata                        |                         |
| C        | Leonardo Gatto         | Vibonese       | riscattato                                    |                         |
| C        | Leonardo Pettinari     | Cittadella     | riscattato                                    |                         |
| C        | Emmanuel Cascione      | Pescara        | comproprietà                                  |                         |
| A        | Antonio Lamenza        | Poggibonsi     | comproprietà                                  |                         |
| D        | Kris Thackray          | Fidelis Andria | comproprietà                                  |                         |
| C        | Carlos Carmona         | Atalanta       | comproprietà                                  |                         |
| C        | Marco Giannattasio     | Pavia          | prestito                                      |                         |
| A        | Pietro Iannazzo        | Vigor Lamezia  | prestito                                      |                         |
| C        | Biagio Pagano          | Livorno        | definitivo                                    |                         |
| D        | Santos                 | Skoda Xanthi   | definitivo                                    |                         |
| A        | Joelson                | Benevento      | definitivo                                    |                         |
| D        | Roberto Romeo          | Poggibonsi     | prestito                                      |                         |
| P        | Giuseppe Saraò         | Siracusa       | prestito                                      |                         |
| D        | Tommaso Squillace      | Pavia          | prestito                                      |                         |
| A        | Christian Stuani       | Levante        | prestito                                      |                         |
| C        | Lóránd Szatmári        | Salernitana    | prestito                                      |                         |
| C        | Luca Vigiani           | Carrarese      | prestito                                      |                         |
| A        | Alessio Viola          | Benevento      | prestito                                      |                         |
| D        | Pablo Álvarez Menéndez | Panserraïkos   | prestito                                      |                         |
| C        | Emil Hallfreðsson      | Verona         | prestito con diritto di riscatto              |                         |
| D        | Carlos Adrián Valdez   | Siena          | prestito con diritto di riscatto              |                         |
| D        | Nicolas Kras           | Viareggio      | prestito con diritto di riscatto comproprietà |                         |
| D        | Vincenzo Camilleri     | Juventus       | prestito con diritto di riscatto comproprietà |                         |
| D        | Maurizio Lanzaro       | -              | scadenza contratto                            | scadenza contratto      |
| C        | Sergio Volpi           | -              | rescissione consensuale                       | rescissione consensuale |

### Sessione invernale(dal 3/1 al 31/1)
| Acquisti | Acquisti            | Acquisti   | Acquisti      |
| R.       | Nome                | da         | Modalità      |
| -------- | ------------------- | ---------- | ------------- |
| P        | Giancarlo Petrocco  | Cosenza    | prestito      |
| C        | Alessandro Bernardi | Cosenza    | prestito      |
| C        | Vincenzo Sarno      | Pro Patria | definitivo    |
| D        | Tommaso Squillace   | Pavia      | fine prestito |
| A        | Alessio Viola       | Benevento  | definitivo    |
| C        | Francesco De Rose   | Cosenza    | comproprietà  |

| Cessioni | Cessioni          | Cessioni     | Cessioni                         |
| R.       | Nome              | a            | Modalità                         |
| -------- | ----------------- | ------------ | -------------------------------- |
| D        | Dani Verruschi    | Foggia       | prestito                         |
| D        | Kris Thackray     | Cosenza      | prestito                         |
| P        | Pietro Marino     | Cosenza      | prestito                         |
| D        | Antonio Rizzo     | Cosenza      | definitivo                       |
| A        | Ousmane Sy        | Taranto      | prestito con diritto di riscatto |
| A        | Dominic Adiyiah   | Milan        | fine prestito                    |
| C        | Simone Missiroli  | Cagliari     | prestito con diritto di riscatto |
| D        | Tommaso Squillace | Pro Vercelli | prestito                         |

## Risultati

### Serie B

#### Girone di andata
| Reggio Calabria 22 agosto 2010, ore 20:45 1ª giornata | Reggina       | 0 – 0 referto | Crotone | Stadio Oreste Granillo (5.860 spett.)\| Arbitro: \| Ciampi (Roma) \| |
| Arbitro:                                              | Ciampi (Roma) |               |         |                                                                      |

| Arbitro: | Candussio (Udine) |

|                               |           |              |
| Mastronunzio 20’ Larrondo 79’ | Marcatori | 9’ Bonazzoli |

| Arbitro: | Nasca (Bari) |

|                        |           |  |
| Barillà 3’ Cosenza 28’ | Marcatori |  |

| Arbitro: | Calvarese (Teramo) |

|                                                           |           |  |
| El Shaarawy 30’ Puggioni 65’ (aut.) Succi 69’ (rig.), 82’ | Marcatori |  |

| Arbitro: | N. Stefanini (Prato) |

|                                               |           |  |
| R. Colombo 2’ N. Viola 13’ Bonazzoli 20’, 31’ | Marcatori |  |

| Arbitro: | Gallione (Alessandria) |

|             |           |               |
| Ruopolo 20’ | Marcatori | 24’ Bonazzoli |

| Arbitro: | Giacomelli (Trieste) |

|                                             |           |                               |
| Missiroli 22’ Campagnacci 62’ Bonazzoli 66’ | Marcatori | 3’ Bastrini 32’ (rig.) Baclet |

| Arbitro: | Massa (Imperia) |

|                 |           |                                  |
| Lodi 18’ (rig.) | Marcatori | 2’ (rig.) N. Viola 15’ Bonazzoli |

| Arbitro: | Baracani (Firenze) |

|               |           |  |
| Bonazzoli 60’ | Marcatori |  |

| Arbitro: | Velotto (Grosseto) |

|  |           |                                               |
|  | Marcatori | 35’, 66’ Bonazzoli 75’ Missiroli 76’ N. Viola |

| Reggio Calabria 23 ottobre 2010, ore 15:00 11ª giornata | Reggina            | 0 – 0 referto | Empoli | Stadio Oreste Granillo (5.001 spett.)\| Arbitro: \| Tozzi (Ostia Lido) \| |
| Arbitro:                                                | Tozzi (Ostia Lido) |               |        |                                                                           |

| Arbitro: | Giancola (Vasto) |

|                                 |           |  |
| Iori 48’ Barusso 78’ Pagano 82’ | Marcatori |  |

| Arbitro: | Massa (Imperia) |

|               |           |  |
| Missiroli 87’ | Marcatori |  |

| Arbitro: | Nasca (Bari) |

|                |           |                                 |
| Dalla Bona 37’ | Marcatori | 40’ (rig.), 54’ (rig.) N. Viola |

| Arbitro: | Guida (Torre Annunziata) |

|              |           |                |
| Bonazzoli 5’ | Marcatori | 13’ R. Bianchi |

| Arbitro: | Tozzi (Ostia Lido) |

|                                       |           |             |
| Scavone 7’ Bertani 49’ González 90+1’ | Marcatori | 82’ Cosenza |

| Arbitro: | Merchiori (Ferrara) |

|            |           |                            |
| Acerbi 72’ | Marcatori | 17’ Girasole 88’ Previtali |

| Arbitro: | Baracani (Firenze) |

|            |           |  |
| Ebagua 51’ | Marcatori |  |

| Arbitro: | Cervellera (Taranto) |

|             |           |  |
| Adiyiah 49’ | Marcatori |  |

| Arbitro: | Tommasi (Bassano del Grappa) |

|                       |           |              |
| Lupoli 53’ Giorgi 88’ | Marcatori | 6’ Missiroli |

| Reggio Calabria 8 gennaio 2011, ore 15:00 21ª giornata | Reggina          | 0 – 0 referto | Sassuolo | Stadio Oreste Granillo (4.356 spett.)\| Arbitro: \| Giancola (Vasto) \| |
| Arbitro:                                               | Giancola (Vasto) |               |          |                                                                         |

#### Girone di ritorno
| Crotone 17 gennaio 2011, ore 20:45 22ª giornata | Crotone              | 0 – 0 referto | Reggina | Stadio Ezio Scida (4.923 spett.)\| Arbitro: \| N. Stefanini (Prato) \| |
| Arbitro:                                        | N. Stefanini (Prato) |               |         |                                                                        |

| Reggio Calabria 22 gennaio 2011, ore 15:00 23ª giornata | Reggina            | 0 – 0 referto | Siena | Stadio Oreste Granillo (4.565 spett.)\| Arbitro: \| Calvarese (Teramo) \| |
| Arbitro:                                                | Calvarese (Teramo) |               |       |                                                                           |

| Arbitro: | Guida (Torre Annunziata) |

|                                    |           |                                |
| Marchi 37’ Graffiedi 42’ Cacia 86’ | Marcatori | 26’ Rizzo 73’ (rig.) Bonazzoli |

| Arbitro: | Tozzi (Ostia Lido) |

|               |           |                   |
| Bonazzoli 79’ | Marcatori | 90+3’ Vantaggiato |

| Arbitro: | Giacomelli (Trieste) |

|                  |           |                               |
| Greco 66’ (rig.) | Marcatori | 40’ (aut.) Greco 52’ A. Viola |

| Reggio Calabria 19 febbraio 2011, ore 15:00 27ª giornata | Reggina                           | 0 – 0 referto | Atalanta | Stadio Oreste Granillo (4.430 spett.)\| Arbitro: \| Candussio (Cervignano del Friuli) \| |
| Arbitro:                                                 | Candussio (Cervignano del Friuli) |               |          |                                                                                          |

| Arbitro: | Gallione (Alessandria) |

|  |           |               |
|  | Marcatori | 45+1’ Cosenza |

| Arbitro: | Velotto (Grosseto) |

|                            |           |                       |
| A. Viola 14’ Bonazzoli 63’ | Marcatori | 45+1’ (rig.) Cariello |

| Pescara 5 marzo 2011, ore 15:00 30ª giornata | Pescara              | 0 – 0 referto | Reggina | Stadio Adriatico (6.181 spett.)\| Arbitro: \| N. Stefanini (Prato) \| |
| Arbitro:                                     | N. Stefanini (Prato) |               |         |                                                                       |

| Arbitro: | Calvarese (Teramo) |

|            |           |           |
| Acerbi 28’ | Marcatori | 9’ Marchi |

| Arbitro: | Massa (Imperia) |

|                |           |  |
| Forestieri 61’ | Marcatori |  |

| Arbitro: | Guida (Torre Annunziata) |

|               |           |             |
| Bonazzoli 66’ | Marcatori | 33’ Dionisi |

| Arbitro: | Gallione (Alessandria) |

|              |           |               |
| Altinier 73’ | Marcatori | 62’ Bonazzoli |

| Arbitro: | Candussio (Cervignano del Friuli) |

|  |           |               |
|  | Marcatori | 6’ Piovaccari |

| Arbitro: | Ciampi (Roma) |

|                |           |           |
| R. Bianchi 88’ | Marcatori | 22’ Danti |

| Arbitro: | Velotto (Grosseto) |

|              |           |  |
| A. Viola 85’ | Marcatori |  |

| Arbitro: | Tommasi (Bassano del Grappa) |

|                |           |                                    |
| Mingazzini 12’ | Marcatori | 28’, 80’ Campagnacci 37’ Bonazzoli |

| Arbitro: | Baracani (Firenze) |

|             |           |            |
| Zizzari 84’ | Marcatori | 54’ Ebagua |

| Arbitro: | Nasca (Bari) |

|  |           |              |
|  | Marcatori | 6’ Bonazzoli |

| Reggio Calabria 21 maggio 2011, ore 15:00 41ª giornata | Reggina       | 0 – 0 referto | Ascoli | Stadio Oreste Granillo (6.668 spett.)\| Arbitro: \| Doveri (Roma) \| |
| Arbitro:                                               | Doveri (Roma) |               |        |                                                                      |

| Arbitro: | Velotto (Grosseto) |

|                                     |           |                          |
| Consolini 38’ Martinetti 45+2’, 65’ | Marcatori | 20’ Montiel 81’ A. Viola |

### Play off

#### Semifinale
| Reggio Calabria 2 giugno 2011, ore 18:30 Andata | Reggina              | 0 – 0 referto | Novara | Stadio Oreste Granillo (18.387 spett.)\| Arbitro: \| N. Stefanini (Prato) \| |
| Arbitro:                                        | N. Stefanini (Prato) |               |        |                                                                              |

| Arbitro: | Tommasi (Bassano del Grappa) |

|                               |           |                    |
| Adejo 8’ (aut.) M. Rigoni 90’ | Marcatori | 32’, 75’ Bonazzoli |

### Coppa Italia
| Arbitro: | Doveri (Roma) |

|             |           |  |
| Zizzari 50’ | Marcatori |  |

| Arbitro: | Pierpaoli (Firenze) |

|                |           |                                                 |
| Basso 33’, 43’ | Marcatori | 40’, 51’ Ousmane Sy 104’ Castiglia 120’ Adiyiah |

| Arbitro: | C. Russo (Nola) |

|                                      |           |  |
| Babacar 29’ Marchionni 43’ Cerci 46’ | Marcatori |  |

## Statistiche

### Statistiche di squadra
Aggiornate al 5 giugno 2011.
| Competizione | Punti | In casa | In casa | In casa | In casa | In casa | In casa | In trasferta | In trasferta | In trasferta | In trasferta | In trasferta | In trasferta | Totale | Totale | Totale | Totale | Totale | Totale | DR |
| Competizione | Punti | G       | V       | N       | P       | Gf      | Gs      | G            | V            | N            | P            | Gf           | Gs           | G      | V      | N      | P      | Gf     | Gs     | DR |
| ------------ | ----- | ------- | ------- | ------- | ------- | ------- | ------- | ------------ | ------------ | ------------ | ------------ | ------------ | ------------ | ------ | ------ | ------ | ------ | ------ | ------ | -- |
| Serie B      | 61    | 21      | 8       | 11      | 2       | 21      | 11      | 21           | 7            | 5            | 9            | 25           | 29           | 42     | 15     | 16     | 11     | 46     | 40     | +6 |
| Play-off     | -     | 1       | 0       | 1       | 0       | 0       | 0       | 1            | 0            | 1            | 0            | 2            | 2            | 2      | 0      | 2      | 0      | 2      | 2      | 0  |
| Coppa Italia | -     | 1       | 1       | 0       | 0       | 1       | 0       | 2            | 1            | 0            | 1            | 4            | 5            | 3      | 2      | 0      | 1      | 5      | 5      | 0  |
| Totale       | -     | 23      | 9       | 12      | 2       | 22      | 11      | 24           | 8            | 6            | 10           | 31           | 35           | 47     | 17     | 18     | 12     | 53     | 47     | +6 |

### Statistiche dei giocatori
Aggiornate al 5 giugno 2011.
| Giocatore      | Serie B+Play-off | Serie B+Play-off | Serie B+Play-off | Serie B+Play-off | Coppa Italia | Coppa Italia | Coppa Italia | Coppa Italia | Totale   | Totale | Totale      | Totale     |
| Giocatore      | Presenze         | Reti             | Ammonizioni      | Espulsioni       | Presenze     | Reti         | Ammonizioni  | Espulsioni   | Presenze | Reti   | Ammonizioni | Espulsioni |
| -------------- | ---------------- | ---------------- | ---------------- | ---------------- | ------------ | ------------ | ------------ | ------------ | -------- | ------ | ----------- | ---------- |
| F. Acerbi      | 40+2             | 2                | 3                | 0                | 1            | 0            | 0            | 1            | 43       | 2      | 3           | 1          |
| D. Adejo       | 36+2             | 0                | 5                | 1                | 1            | 0            | 0            | 0            | 39       | 0      | 5           | 1          |
| D. Adiyiah     | 13               | 1                | 1                | 0                | 2            | 1            | 0            | 0            | 15       | 2      | 1           | 0          |
| A. Barillà     | 22               | 1                | 6                | 0                | 2            | 0            | 0            | 0            | 24       | 1      | 6           | 0          |
| A. Bernardi    | 3                | 0                | 0                | 0                | 0            | 0            | 0            | 0            | 3        | 0      | 0           | 0          |
| E. Bonazzoli   | 31+2             | 17+2             | 5                | 1                | 0            | 0            | 0            | 0            | 33       | 19     | 5           | 1          |
| L. Burzigotti  | 7                | 0                | 1                | 0                | 2            | 0            | 0            | 0            | 9        | 0      | 1           | 0          |
| V. Camilleri   | 0                | 0                | 0                | 0                | 1            | 0            | 0            | 0            | 1        | 0      | 0           | 0          |
| A. Campagnacci | 39+2             | 3                | 3                | 0                | 0            | 0            | 0            | 0            | 41       | 3      | 3           | 0          |
| I. Castiglia   | 19+2             | 0                | 3                | 0                | 2            | 1            | 0            | 0            | 23       | 1      | 3           | 0          |
| R. Colombo     | 27+2             | 1                | 5                | 1+1              | 2            | 0            | 0            | 0            | 31       | 1      | 5           | 2          |
| F. Cosenza     | 37               | 3                | 13               | 1                | 2            | 0            | 0            | 0            | 39       | 3      | 13          | 1          |
| A. Costa       | 16+2             | 0                | 3                | 0                | 1            | 0            | 1            | 0            | 19       | 0      | 4           | 0          |
| J. Dall'Oglio  | 1                | 0                | 0                | 0                | 0            | 0            | 0            | 0            | 1        | 0      | 0           | 0          |
| D. Danti       | 7                | 1                | 1                | 0                | 2            | 0            | 0            | 0            | 9        | 1      | 1           | 0          |
| F. De Rose     | 15+2             | 0                | 3+1              | 1                | 0            | 0            | 0            | 0            | 17       | 0      | 4           | 1          |
| G. Di Lorenzo  | 1                | 0                | 0                | 0                | 0            | 0            | 0            | 0            | 1        | 0      | 0           | 0          |
| A. Giosa       | 4                | 0                | 1                | 1                | 0            | 0            | 0            | 0            | 4        | 0      | 1           | 1          |
| A. Kovacsik    | 0                | 0                | 0                | 0                | 2            | -5           | 0            | 0            | 2        | -5     | 0           | 0          |
| L. Laverone    | 22               | 0                | 2                | 1                | 2            | 0            | 0            | 0            | 24       | 0      | 2           | 1          |
| L. Louzada     | 0                | 0                | 0                | 0                | 2            | 0            | 0            | 0            | 2        | 0      | 0           | 0          |
| M. Maita       | 1                | 0                | 0                | 0                | 0            | 0            | 0            | 0            | 1        | 0      | 0           | 0          |
| P. Marino      | 0                | 0                | 0                | 0                | 0            | 0            | 0            | 0            | 0        | 0      | 0           | 0          |
| S. Missiroli   | 22               | 4                | 1                | 1                | 1            | 0            | 0            | 0            | 23       | 4      | 1           | 1          |
| J. Montiel     | 8                | 1                | 1                | 0                | 1            | 0            | 1            | 0            | 9        | 1      | 2           | 0          |
| G. Petrocco    | 0                | 0                | 0                | 0                | 0            | 0            | 0            | 0            | 0        | 0      | 0           | 0          |
| C. Puggioni    | 42+2             | -40-2            | 1                | 0                | 1            | 0            | 0            | 0            | 45       | -40    | 1           | 0          |
| S. Rizzato     | 35+2             | 0                | 0                | 0                | 2            | 0            | 0            | 0            | 39       | 0      | 0           | 0          |
| G. Rizzo G.    | 36+1             | 1                | 6                | 1                | 1            | 0            | 0            | 0            | 38       | 1      | 6           | 1          |
| V. Sarno       | 5                | 0                | 0                | 0                | 0            | 0            | 0            | 0            | 5        | 0      | 0           | 0          |
| O. Sy          | 12               | 0                | 0                | 0                | 3            | 2            | 0            | 0            | 15       | 2      | 0           | 0          |
| G. Tedesco     | 20+2             | 0                | 3                | 0                | 2            | 0            | 1            | 1            | 24       | 0      | 4           | 1          |
| D. Verruschi   | 0                | 0                | 0                | 0                | 2            | 0            | 0            | 0            | 2        | 0      | 0           | 0          |
| A. Viola A.    | 15+1             | 4                | 2                | 0                | 1            | 0            | 0            | 0            | 17       | 4      | 2           | 0          |
| N. Viola N.    | 31+1             | 5                | 3                | 0                | 1            | 0            | 0            | 0            | 33       | 5      | 3           | 0          |
| F. Zizzari     | 20+1             | 1                | 0                | 0                | 3            | 1            | 0            | 0            | 24       | 2      | 0           | 0          |

## Giovanili

### Organigramma societario
Area direttiva
- Coordinatore: Gabriele Geretto
- Responsabile attività di base: Salvatore Laiacona

Area tecnica
- Allenatore Primavera: Francesco Ferraro
- Allenatore Allievi Nazionali: Carlo Ricchetti
- Allenatore Giovanissimi Nazionali: Emilio Belmonte

### Piazzamenti
- Primavera
  - Campionato: eliminata dopo la prima fase (8º posto nel girone C).
  - Coppa Italia: eliminata al primo turno eliminatorio dalla Roma.
  - Torneo di Viareggio: eliminata agli ottavi di finale dalla Fiorentina.
- Allievi Nazionali
  - Campionato: eliminata dopo la prima fase (6º posto nel girone H).
- Giovanissimi Nazionali
  - Campionato: eliminata dopo la prima fase (6º posto nel girone G).